# Senecio viscosus
Il senecione vischioso (nome scientifico  Senecio viscosus  L., 1753 ) è una specie di pianta angiosperma dicotiledone della famiglia delle Asteraceae (sottofamiglia Asteroideae).

## Etimologia
Il nome generico (Senecio) deriva dal latino senex che significa “vecchio uomo” e fa riferimento al ciuffo di peli bianchi (pappo) che sormonta gli acheni, che ricorda la chioma di un vecchio. L'epiteto specifico ( viscosus) indica che alcune parti della pianta sono vischiose.
Il nome scientifico della specie è stato definito dal botanico Carl Linnaeus (1707-1778) nella pubblicazione " Species Plantarum" ( Sp. Pl. 2: 868) del 1753.

## Descrizione

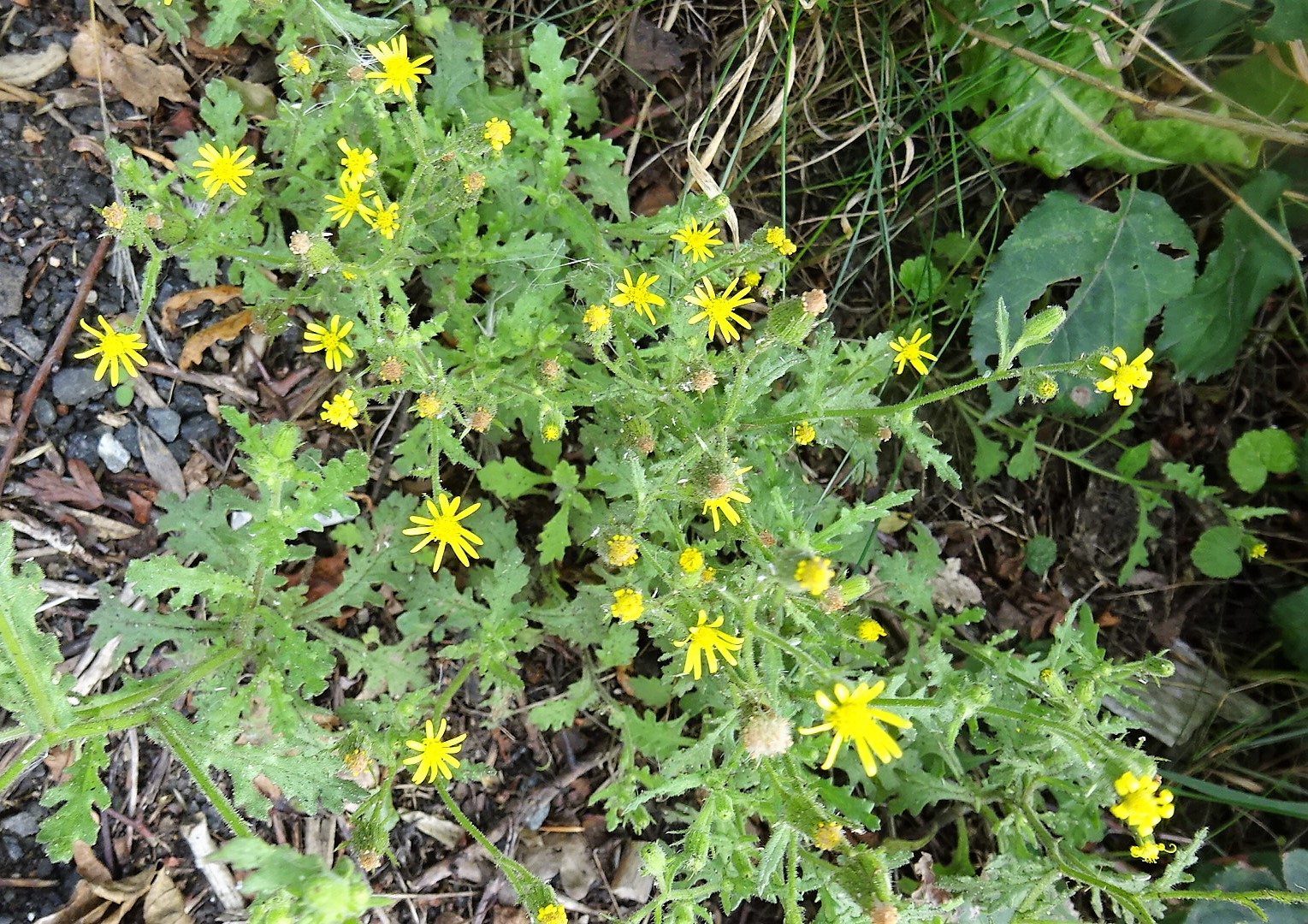
Il portamento

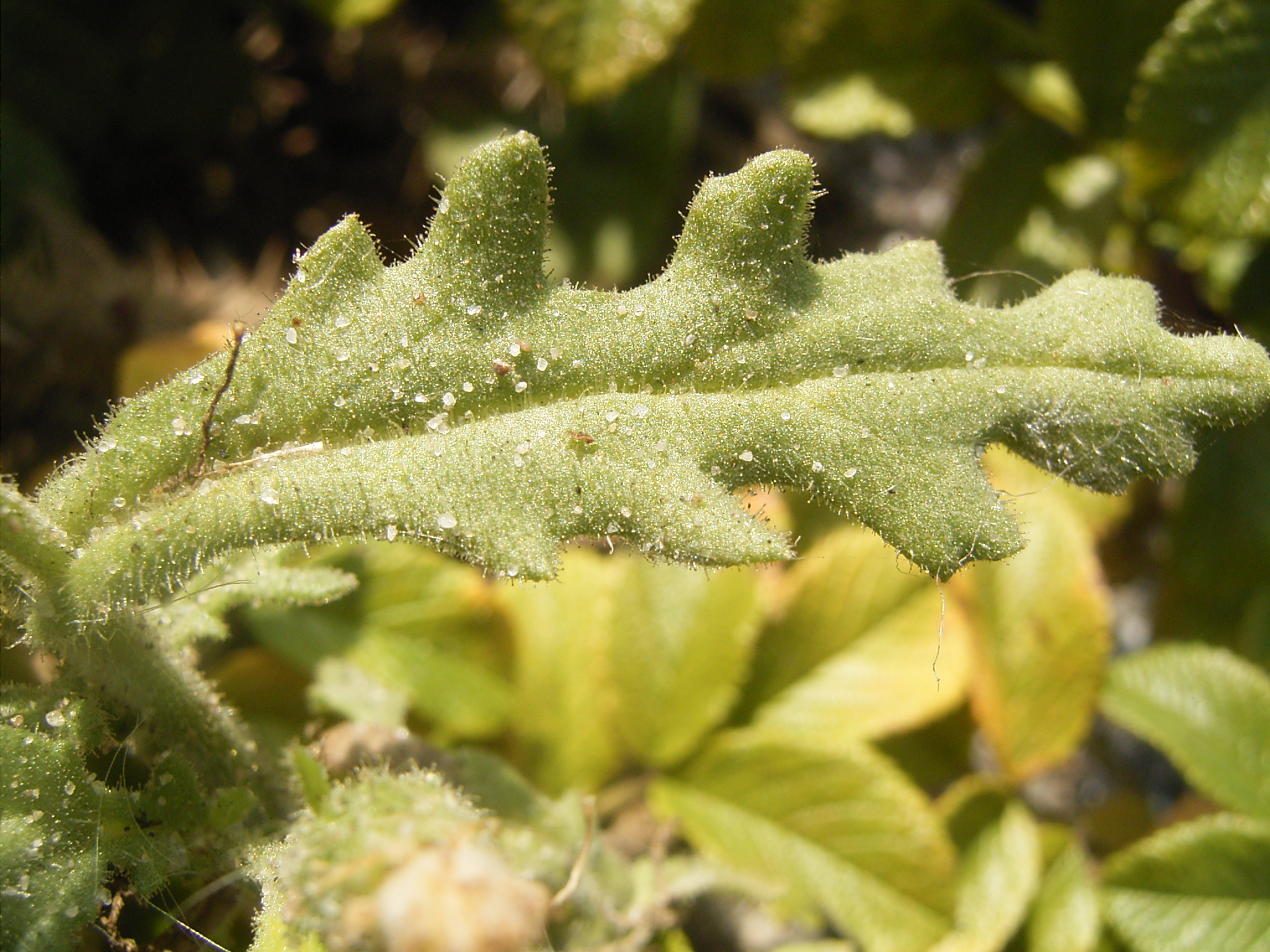
Le foglie

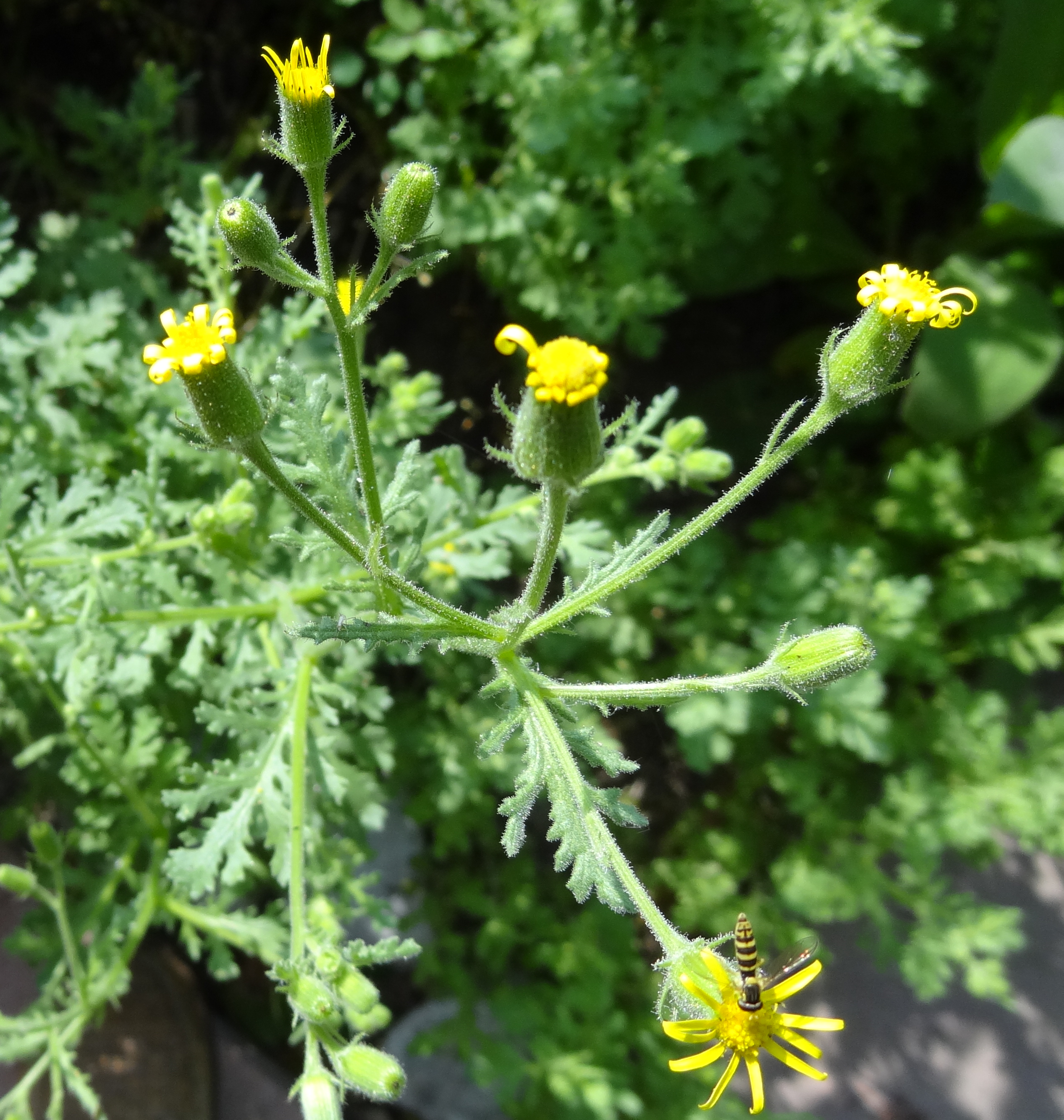
Infiorescenza

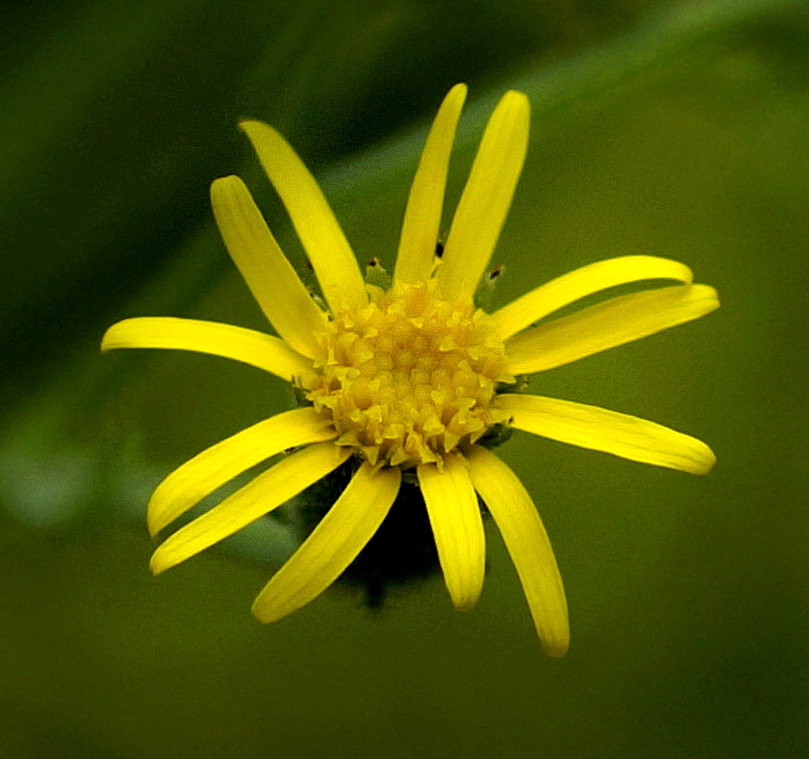
I fiori

Habitus. Le piante di questa specie hanno un habitus di tipo erbaceo annuale. La forma biologica è terofita scaposa (T scap), ossia in generale sono piante erbacee che differiscono dalle altre forme biologiche poiché, essendo annuali, superano la stagione avversa sotto forma di seme e sono munite di asse fiorale eretto e spesso privo di foglie. La superficie è ghiandoloso-vischiosa; le piante hanno un odore sgradevole. Altezza media: 2 - 6 dm.
Radici. Le radici in genere sono secondarie da rizoma e possono essere fibrose.
Fusto. La parte aerea è più o meno eretta e flessuosa; semplice o ramosa.
Foglie. Le foglie in genere sono cauline disposte in modo alternato. Quelle inferiori sono picciolate con lamine obovate a contorno pennatifido. Quelle medie e superiori sono più o meno amplessicauli.
Infiorescenza. Le sinflorescenze sono composte da numerosi capolini organizzati in formazioni corimbose. Le infiorescenze vere e proprie sono formate da un capolino terminale peduncolato di tipo radiato, disciforme o discoide. Alla base dell'involucro (la struttura principale del capolino) è presente un calice formato da alcune (3 - 4) brattee fogliacee lunghe 1,2 – 4 mm. I capolini sono formati da un involucro, con forme da cilindriche a campanulate, composto da 21 brattee, al cui interno un ricettacolo fa da base ai fiori di due tipi: quelli esterni del raggio e quelli più interni del disco. Le brattee, strettamente lineari, sono disposte in modo embricato di solito su una o due serie e possono essere connate alla base. Il ricettacolo è nudo (senza pagliette a protezione della base dei fiori); la forma è piatta e spesso è denticolato. Diametro dei capolini: 6 – 12 mm.
Fiori.  I fiori sono tetra-ciclici (formati cioè da 4 verticilli: calice – corolla – androceo – gineceo) e pentameri (calice e corolla formati da 5 elementi). Sono inoltre ermafroditi, più precisamente i fiori del raggio (quelli ligulati e zigomorfi) sono femminili; mentre quelli del disco centrale (tubulosi e actinomorfi) sono bisessuali o a volte funzionalmente maschili.
- Formula fiorale:

*/x K {\displaystyle \infty }, [C (5), A (5)], G 2 (infero), achenio
- Calice: i sepali del calice sono ridotti ad una coroncina di squame.
- Corolla: nella parte inferiore i petali della corolla sono saldati insieme e formano un tubo. In particolare le corolle dei fiori del disco centrale (tubulosi) terminano con delle fauci dilatate a raggiera con cinque lobi. Nella corolla dei fiori periferici (ligulati) il tubo si trasforma in un prolungamento ligulato revoluto, terminante più o meno con cinque dentelli. Il colore delle corolle di norma è giallo. Lunghezza delle ligule: meno di 5 mm.
- Androceo: gli stami sono 5 con dei filamenti liberi. La parte basale del collare dei filamenti può essere dilatata. Le antere invece sono saldate fra di loro e formano un manicotto che circonda lo stilo. Le antere normalmente sono senza coda ("ecaudate"). La struttura delle antere è di tipo tetrasporangiato, raramente sono bisporangiate. Il tessuto endoteciale è radiale o polarizzato. Il polline è tricolporato (tipo "helianthoid").[13]
- Gineceo: lo stilo è biforcato con due stigmi nella parte apicale. Gli stigmi sono troncati; possono avere un ciuffo di peli radicali o in posizione centrale; possono inoltre essere ricoperti da minute papille; altre volte i peli sono di tipo penicillato. Le superfici stigmatiche sono due e separate. L'ovario è infero uniloculare formato da 2 carpelli.
- Antesi: da giugno a settembre.

Frutti. I frutti sono degli acheni con pappo. La forma degli acheni è più o meno affusolata. La superficie è percorsa da alcune coste longitudinali con ispessimenti marginali, e può essere glabra. Non sempre il carpoforo è distinguibile. Il pappo, persistente o caduco, è formato da numerose setole snelle e bianche (lisce o barbate); le setole possono inoltre essere connate alla base. Lunghezza degli acheni: 3 – 4 mm.

## Biologia
Impollinazione: l'impollinazione avviene tramite insetti (impollinazione entomogama tramite farfalle diurne e notturne).

Riproduzione: la fecondazione avviene fondamentalmente tramite l'impollinazione dei fiori (vedi sopra).

Dispersione: i semi (gli acheni) cadendo a terra sono successivamente dispersi soprattutto da insetti tipo formiche (disseminazione mirmecoria). In questo tipo di piante avviene anche un altro tipo di dispersione: zoocoria. Infatti gli uncini delle brattee dell'involucro (se presenti) si agganciano ai peli degli animali di passaggio disperdendo così anche su lunghe distanze i semi della pianta. Inoltre per merito del pappo il vento può trasportare i semi anche a distanza di alcuni chilometri (disseminazione anemocora).

## Distribuzione e habitat

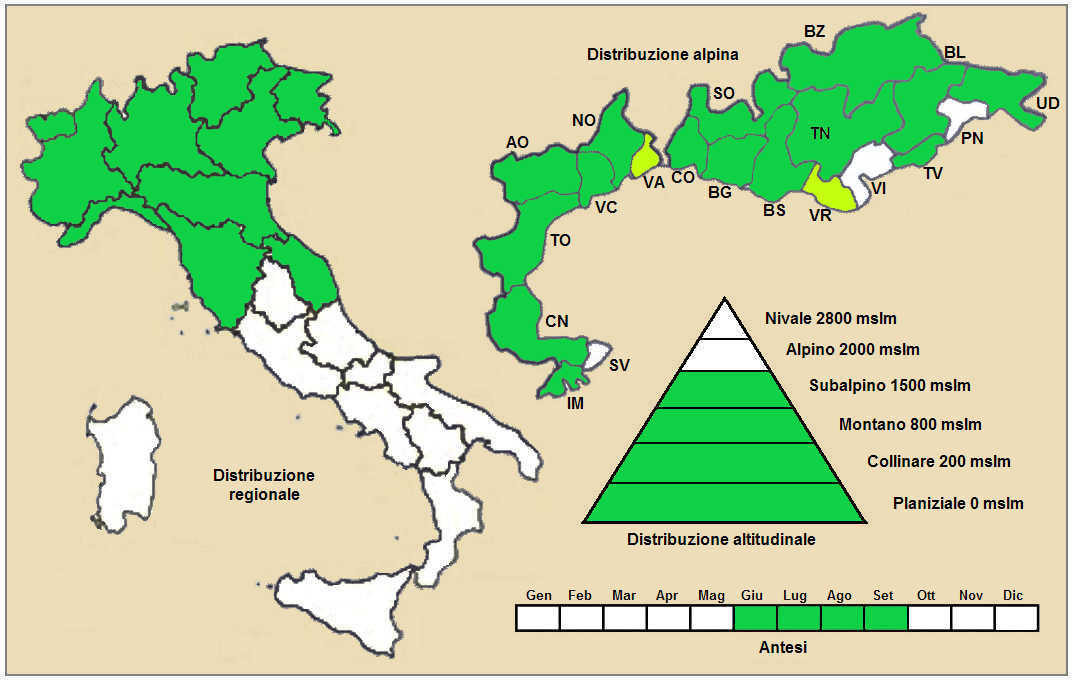
Distribuzione della pianta (Distribuzione regionale – Distribuzione alpina)

Geoelemento: il tipo corologico (area di origine) è  Europeo .
Distribuzione: in Italia questa specie è rara e si trova al Nord. Fuori dall'Italia, sempre nelle Alpi, questa specie si trova in Francia, Svizzera, Austria e Slovenia. Sugli altri rilievi collegati alle Alpi è presente nella Foresta Nera, Monti Vosgi, Massiccio del Giura, Massiccio Centrale, Pirenei, Monti Balcani e Carpazi.  Nel resto dell'Europa e dell'areale del Mediterraneo si trova nel Nord-Europa (Gran Bretagna e Scandinavia), Russia, Anatolia e Transcaucasia. Altrove (Siberia occidentale, Asia orientale e Nord America) è introdotta.
Habitat: l'habitat preferito per queste piante sono i cedui, le radure, gli incolti pietrosi e i muri. Il substrato preferito è calcareo/siliceo ma anche siliceo con pH neutro, medi valori nutrizionali del terreno che deve essere secco.
Distribuzione altitudinale: sui rilievi alpini, in Italia, queste piante si possono trovare fino a 2.200 m s.l.m.; nelle Alpi frequentano quindi i seguenti piani vegetazionali: collinare, montano e subalpino (oltre a quello planiziale).

## Fitosociologia

### Areale alpino
Dal punto di vista fitosociologico alpino Senecio viscosus appartiene alla seguente comunità vegetale:
Formazione: delle comunità delle fessure, delle rupi e dei ghiaioni
Classe: Asplenietea trichomanis
Ordine: Androsacetalia vandellii

### Areale italiano
Per l'areale completo italiano Senecio viscosus appartiene alla seguente comunità vegetale:
Macrotipologia: vegetazione casmofitica, glareicola ed epifitica.
Classe: Thlaspietea rotundifolii
Ordine: Androsacetalia alpinae
Alleanza: Galeopsion segetum
Descrizione: l'alleanza Galeopsion segetum è relativa alle comunità che si sviluppano su ghiaioni mobili con rocce da acide a neutre, in aree da collinari a montane, e rappresentano stadi pionieri e spesso lungamente durevoli. L'alleanza ha una distribuzione che si estende su tutta la parte subatlantica dell’Europa occidentale, in centro Europa, sulle Alpi e sui Carpazi.
Specie presenti nell'alleanza: Senecio viscosus, Galeopsis tetrahit e Epilobium collinum.

## Tassonomia
La famiglia di appartenenza di questa voce (Asteraceae o Compositae, nomen conservandum) probabilmente originaria del Sud America, è la più numerosa del mondo vegetale, comprende oltre 23.000 specie distribuite su 1.535 generi, oppure 22.750 specie e 1.530 generi secondo altre fonti (una delle checklist più aggiornata elenca fino a 1.679 generi). La famiglia attualmente (2021) è divisa in 16 sottofamiglie; la sottofamiglia Asteroideae è una di queste e rappresenta l'evoluzione più recente di tutta la famiglia.

### Filogenesi
Il genere di questa voce appartiene alla sottotribù Senecioninae della tribù Senecioneae (una delle 21 tribù della sottofamiglia Asteroideae). La struttura della sottotribù è molto complessa e articolata (è la più numerosa della tribù con oltre 1.200 specie distribuite su un centinaio di generi) e al suo interno sono raccolti molti sottogruppi caratteristici le cui analisi sono ancora da completare. Il genere di questa voce è il principale della sottotribù con quasi 1500 specie. Nell'ambito della filogenesi delle Senecioninae Senecio è polifiletico e molti sue specie sono attualmente "sparse" tra gli oltre 100 generi della sottotribù. Senecio s.str. è posizionato più o meno alla base della sottotribù  (è uno dei primi generi che si sono separati).
La specie  Senecio viscosus è individuata dai seguenti caratteri specifici:
- il ciclo biologico è annuo;
- la pianta ha un odore sgradevole ed è densamente ghiandoloso-vischiosa;
- la venatura delle foglie è pennata;
- il diametro dei capolini è 6 - 12 mm;
- i fiori ligulati sono pochi e con ligule brevi;
- gli acheni hanno la superficie glabra.

Il numero cromosomico della specie è 2n = 40.

### Sinonimi
Sono elencati alcuni sinonimi per questa entità:
- Senecio vulgaris subsp. viscosus (L.) Bonnier & Layens
- Jacobaea viscosa  Gilib.
- Obaejaca viscosa  Cass.
- Senecio calvertii  Boiss.
- Senecio glutinosus  Schur
- Senecio tymphresteus  Boiss. & Heldr.
- Seneciunculus viscosus  Opiz